# Voorlopers van het socialisme
De voorlopers van het socialisme hebben bepaalde kenmerken gemeen met het latere socialisme. Er bestaat een discussie over dat deze denkers wel of geen socialisten waren. De auteurs G.P.H. Quack en Max Beer beschouwden onderstaande personen en groeperingen als socialisten. Dit in tegenstelling tot G.D.H. Cole, Leo Michielse en Thomas Kirkup die vonden dat het socialisme slechts kan verwijzen naar de politieke stromingen na de Franse Revolutie van 1789 die verbonden waren met de arbeidsbeweging.

## Antieke Griekenland

### Sparta

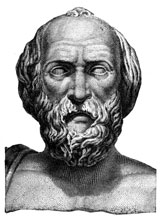
Lycurgus

In Sparta waren er drie soorten inwoners: de heloten, perioiken en de Spartanen. De heloten waren slaven, voornamelijk in eigendom van de overheid. De perioiken waren ambachtslieden, handelaars en boeren met privé-eigendom die belasting betaalden. De Spartanen waren de heersende bevolkingsgroep en waren ook de soldaten. Het ontstaan van de Spartaanse levenswijze werd toebedeeld aan Lycurgus. Bij het aantreden van Lycurgus was de rijkdom geconcentreerd bij een klein aantal families. Lycurgus overtuigde iedereen om hun land aan de overheid te geven. Lycurgus verdeelde de landerijen onder de vrije burgers in gelijke percelen. Later werd de gemeenschap van goederen ingevoerd voor de regerende bevolkingsgroep de Spartanen. Het bestuur van Sparta lag bij twee koningen en de raad der eforen.
Nadat Sparta de hegemonie over Griekenland had verkregen raakten de oude wetten van Lycurgus grotendeels in onbruik. De rijkdom werd gecentraliseerd bij een klein aantal families. Koning Agis IV wilde de wetten van Lycurgus herstellen door alle schulden kwijt te schelden en het land opnieuw te verdelen in 19.500 gelijke percelen. Hiervan zouden 4.500 aan de Spartanen gegeven worden en 15.000 aan de perioiki. De andere Spartaanse koning Leonidas II was hier tegen. Leonidas arresteerde Agis en liet hem in 240 v.Chr. executeren. Vijf jaar later kwam Cleomenes III aan de macht. Hij was de zoon van Leonidas en getrouwd met de weduwe van Agis. Hij wilde de plannen van Agis verwezenlijken door het kwijtschelden van de schulden en de herverdeling van de grond. Toen Sparta werd verslagen door Macedonië werden de hervormingen van Cleomenes teruggedraaid.

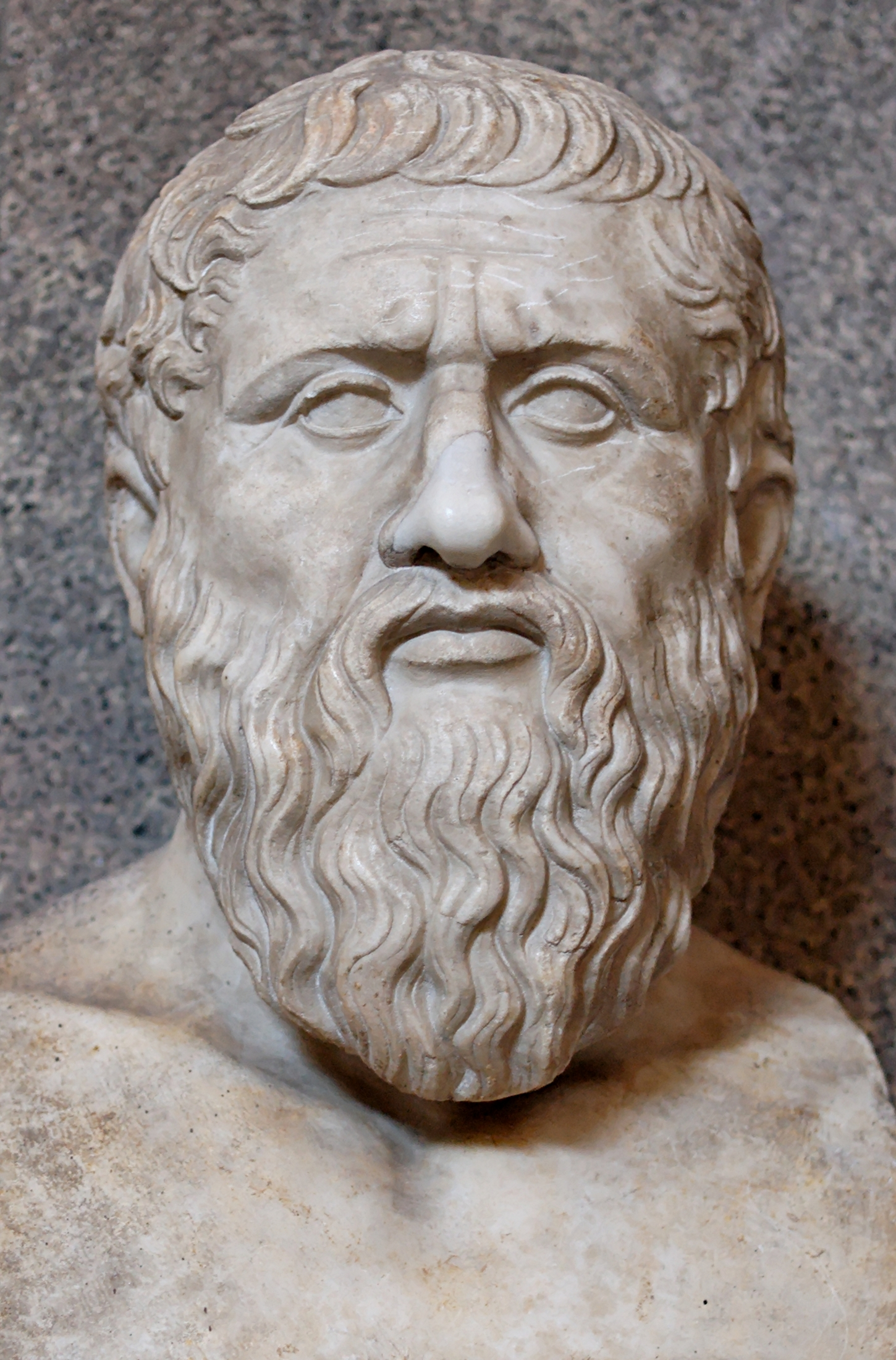
Buste van Plato

### Plato
Plato pleitte in De Staat en De Wetten voor een samenlevingsvorm die raakvlakken bezit met het communisme. In de geschetste maatschappij van Plato bestaan er vier groepen: de bestuurders, de wachters, de werkende vrije burgers en de slaven. De vrije burgers zijn de boeren, arbeiders en handwerklieden. Plato pleitte ervoor om een filosofenkoning aan te stellen als regeerder. Plato was een tegenstander van de Atheense democratie. De wachters zijn de soldaten en politie. De wachters leven gezamenlijk in een legerplaats en afgezonderd van de rest van de bevolking en worden onderhouden door de burgers. De wachters hebben geen privé-eigendom. Alle goederen in de legerplaats zijn gemeenschappelijke eigendom. De wachters mochten niet trouwen en de kinderen van de wachters zouden door de overheid worden opgevoed. Volgens Aristoteles dacht Plato dat er ongeveer duizend wachters op een bevolking van 20.000 burgers zouden zijn.
De arbeiders, boeren en handwerkslieden behielden hun privé-eigendom van de productiemiddelen en goederen. In het boek De Wetten pleitte Plato voor herverdeling van de grond voor de boeren, maar gemeenschappelijk gebruik van productiemiddelen wees Plato af. Plato wijkt van de communisten af door het feit dat communisten de gehele samenleving willen hervormen tot een situatie waar het gemeenschappelijk eigendom voor de gehele samenleving bestaat, terwijl Plato het gemeenschappelijk eigendom slechts beperkt tot de wachters.

## Het Romeinse Rijk

### De gebroeders Gracchus

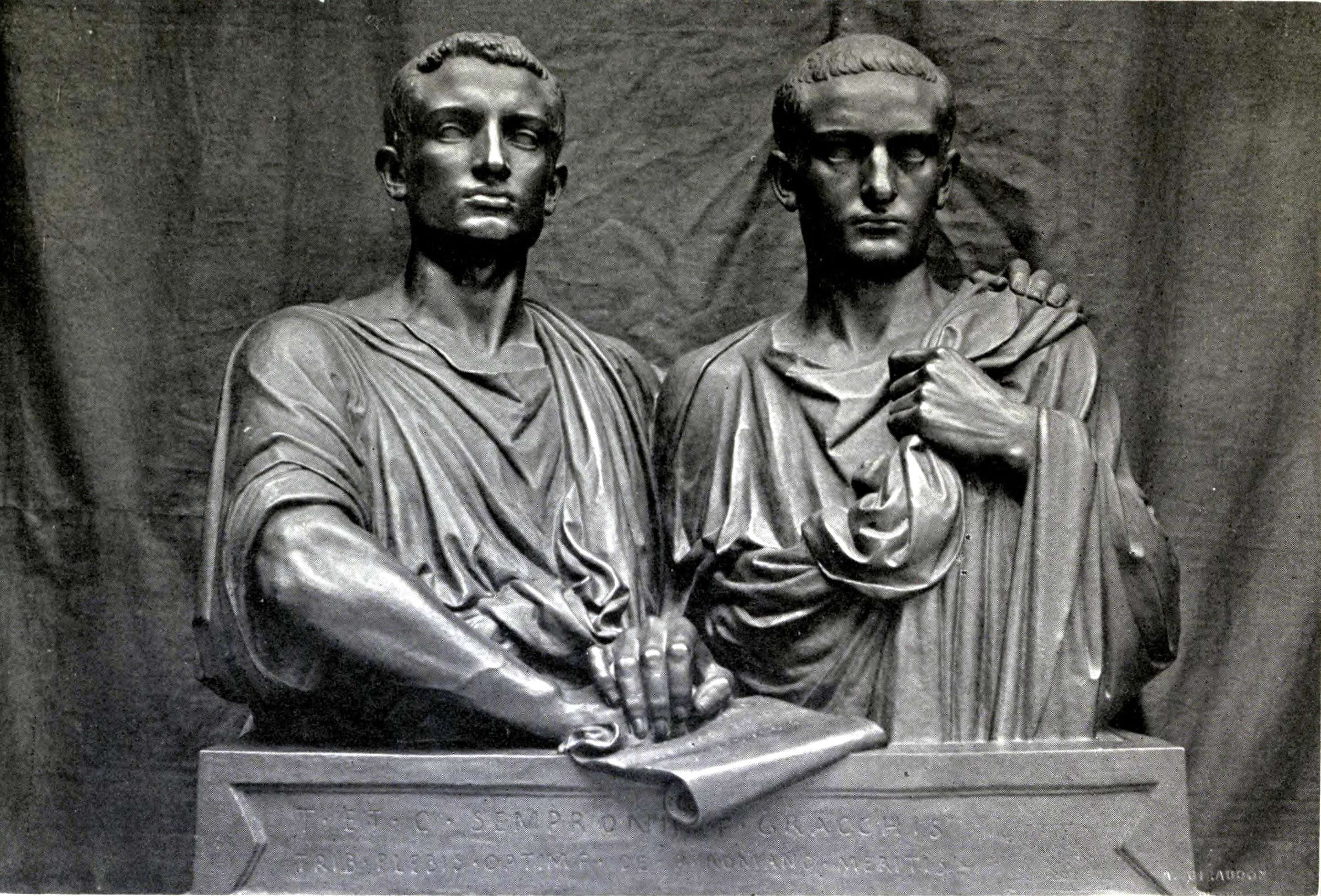
Standbeeld van de gebroeders Gracchus.

Het grondgebied dat de Romeinen veroverden werd deels verkocht aan particuliere burgers en het andere deel werd door de overheid verpacht aan arme Romeinse burgers. Later begonnen de rijken grote percelen van de overheid te huren om te laten bewerken door slaven, waardoor de gewone burgers deze niet konden pachten. Bij zijn terugkomst van de strijd tegen Carthago zag Tiberius Gracchus dat grote stukken landerijen niet verbouwd werden en hij bekritiseerde het feit dat soldaten die hadden gevochten bijna nooit land en inkomsten konden krijgen. In 134 v.Chr. werd Tiberius Gracchus tot volkstribuun gekozen. Tiberius maakte een wet waardoor het pachten van gemeenschappelijke grond werd beperkt tot 500 iugera voor één volwassene en beperkt tot 1000 iugera voor een man met zonen. Het vrijgekomen land zou verdeeld worden in percelen van 30 iugera die in erfpacht kwamen van arme vrije boeren voor een lage prijs. De voormalige bezitters van het onteigende land werden schadeloos gesteld. De plannen van Tiberius zorgden voor verzet bij de grootgrondbezitters. Onder leiding van opperpriester Scipio Nasica werden Tiberius Gracchus en driehonderd van zijn aanhangers in 133 v.Chr. vermoord. De agrarische wet van Tiberius Gracchus bleef gedeeltelijk in stand waardoor er tussen 131 v.Chr. en 125 v.Chr. in totaal 76.000 kleine boerderijen werden opgericht.
Gaius Gracchus werd in 123 v.Chr. gekozen als volkstribuun en hij wilde net zoals zijn broer Tiberius grootschalige akkerverdeling. Gaius zorgde ervoor dat iedere inwoner van de hoofdstad elke maand een bepaalde hoeveelheid graan kon kopen uit publieke magazijnen met meer dan 50% korting ten opzichte van de gemiddelde graanprijs. Ongeveer 250 medestanders van Gaius werden vermoord door de conservatieven en Gaius pleegde zelfmoord om niet in handen te komen van zijn vijanden. Na zijn dood werden ongeveer achtduizend aanhangers vermoord. Tiberius en Gaius Gracchus verschillen met de socialisten omdat zij de slavernij in stand hielden.

### Essenen
In Palestina bestond er tijdens de Romeinse bezetting de Joodse sekte Essenen. De goederen bij sommige gemeenschappen van Essenen waren gezamenlijke eigendom van de gehele groep. De Joodse historicus en tijdgenoot Philo van Alexandrië schreef over deze groep:
“In Palestina wonen ongeveer 4000 deugdzame mannen, Essenen genaamd. Zij vertoeven in de dorpen en vermijden de steden wegens de losbandigheid die onder de stedelingen in zwang pleegt te zijn. Velen van hen beoefenen de landbouw, anderen leggen zich op de kunsten van de vrede toe en zijn aldus zichzelf en hun naasten tot nut. Zij vergaren zilver noch goud, evenmin verwerven zij het bezit van landerijen, zij versmaden de opeenhoping van aanzienlijke inkomsten en stellen zich tevreden met de voorziening in hun nooddruft. Zo zijn zij bijna de enigen onder alle mensen die geen eigendom bezitten, — en dit niet ten gevolge van de ongunst van het lot, maar doordat hun streven niet op rijkdom gericht is. (…) Handel, bereiding van bedwelmende dranken, zeevaart, ziedaar bezigheden die hun volkomen vreemd zijn, daar zij alle aanraking weigeren met hetgeen de hebzucht opwekt. Onder hen wordt ook geen enkele slaaf gevonden. (…) Vooreerst heeft geen van hen een eigen huis dat niet tegelijk ook alle anderen zou toebehoren. Geheel afgezien van de omstandigheid dat zij groepsgewijze samenwonen, staat elk huis ook voor de geestverwant open die van verre tot hen komt. Verder behoren ook de bergplaatsen en de voorraden die daarin in opgeslagen, gelijkelijk aan allen. Ook de kledingstukken zijn voorwerpen van gemeenschappelijk bezit, evenals de spijzen voor wie geen deel nemen aan de onderlinge maaltijden. Het staat wel vast dat men het gemeenschappelijk wonen en leven en spijzigen bij anderen bezwaarlijk zo volkomen toegepast zou kunnen vinden als bij hen. Want wat zij in de loop van de dag verdienen, bewaren zij niet voor zichzelf, maar voegen het bij de gelden van de anderen, om alles ten gemeenschappelijk gebruik tot aller beschikking te stellen.”

### Eerste gemeenschap van christenen
Vele 19de-eeuwse socialisten beschouwden Jezus als een inspiratiebron, voor hun denkbeelden, zoals Philippe Buchez, Edward Bellamy, Louis Blanc en Constantin Pecquerer. De christelijke communisten Wilhelm Weitling en Étienne Cabet beschouwden de eerste christelijke gemeenschap als voorbeeld voor een communistische maatschappij. In het Bijbelboek Handelingen van de apostelen staat over de eerste christelijke gemeenschap:
“En zij hielden vast aan de leer van de apostelen, de gemeenschap met elkaar, het breken van het brood en het zeggen van de gebeden. De apostelen deden veel indrukwekkende wonderen, wat iedereen met ontzag vervulde. Allen die geloofden, vormden een gemeenschap en deelden alles samen. Ze verkochten hun have en goed en het geld werd uitgedeeld; iedereen kreeg zoveel als hij nodig had.” (Handelingen II: 42 – 47)
“De groep gelovigen was één hart en ziel. Niemand eiste iets van wat hij bezat voor zichzelf op, integendeel: alles was gemeenschappelijk bezit. Met grote kracht legden de apostelen getuigenis af van de opstanding van de Heer Jezus, en Gods zegen was over hen allen. Er was niemand onder hen die gebrek leed. Want wie landerijen of huizen bezaten, verkochten die. Het geld van de verkoop brachten ze naar de apostelen en ze legden het aan hun voeten neer. En iedereen kreeg zoveel toebedeeld als hij nodig had.” (Handelingen IV: 32 – 35)

## Middeleeuwen

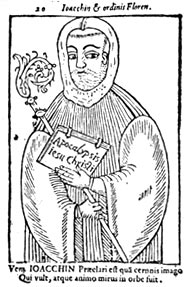
Joachim van Fiore

### Joachim van Fiore
Volgens Joachim van Fiore (1135-1202) zou door Gods Wil de gehele wereld een groot kloosterwezen worden met daarbij gemeenschap van goederen, waarbij iedere vorm van privé-eigendom zou verdwijnen. Een deel van de volgelingen werden als ketters op de brandstapel terechtgesteld.

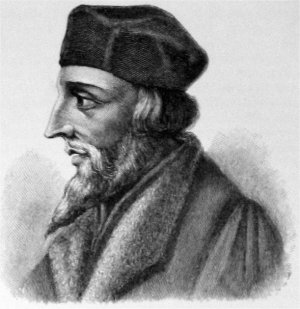
Johannes Hus

### Taborieten
De Tsjechische theoloog Johannes Hus bekritiseerde de Rooms-Katholieke Kerk om haar weelde en aflatenverkoop, waarvoor hij op 6 juli 1415 de dood vond op de brandstapel wegens ketterij. De paus en het Duitse Rijk begonnen verschillende oorlogen tussen 1419 en 1436 tegen de aanhangers van Hus (hussieten). De hussieten waren verdeeld in de calixtijnen en de taborieten. De calixtijnen wilden niks anders dan de inbeslagname van kerkelijke eigendommen en de gelijkmaking van priesters en leken. De taborieten waren de radicale stroming van de hussieten die naast religieuze hervormingen ook economische hervormingen wilden. Zij vestigden zich in de stad Tábor. Binnen de taborieten bestond grote verdeeldheid over de economische hervormingen. Sommige taborieten wilden alleen herverdeling van kavels, terwijl anderen juist het privé-eigendom van productiemiddelen en goederen wilden afschaffen.
Bij een groep taborieten bestond het idee van een naderende wederkomst van Jezus, waarbij het paradijs op aarde zoals ten tijde van Adam en Eva hersteld zou worden. Deze groepering stond bekend onder de naam adamieten omdat zij aan naaktlopen deden. De adamieten hieven privé-eigendom op en voerden gemeenschap van goederen en polygamie in. De andere taborieten wilden het gezinsleven en privé-eigendom behouden, waarbij alleen het overschot van producten werd geplaatst in een gezamenlijke kas. De adamieten begonnen geweld te gebruiken, waardoor ze in 1421 door de andere hussieten werden verjaagd.
In maart 1420 riep de paus op tot de Hussietenoorlogen tegen de hussieten. De paus wist in 1421 een leger van 150.000 man op te trommelen. De hussieten versloegen in 1431 de kruisvaarders. In 1433 werd vrede gesloten, waarbij de hussieten het recht kregen om te preken in de Tsjechische taal. De calixtijnse adel mocht de door hun gestolen kerkgoederen behouden. De calixtijnen en de gematigde taborieten waren tevreden, maar radicale taborieten waren ontevreden. Zes maanden na het vredesverdrag was er een veldslag tussen 25.000 calixtijnen en gematigde taborieten tegenover 18.000 radicale taborieten. Op 30 mei 1434 werden de radicale taborieten verslagen.

## Vroegmoderne Tijd
De periode na de ontdekking van het Amerikaanse continent door Christoffel Columbus in 1492 tot de start van de Franse Revolutie in 1789 staat bekend als de Vroegmoderne Tijd.

### Thomas More

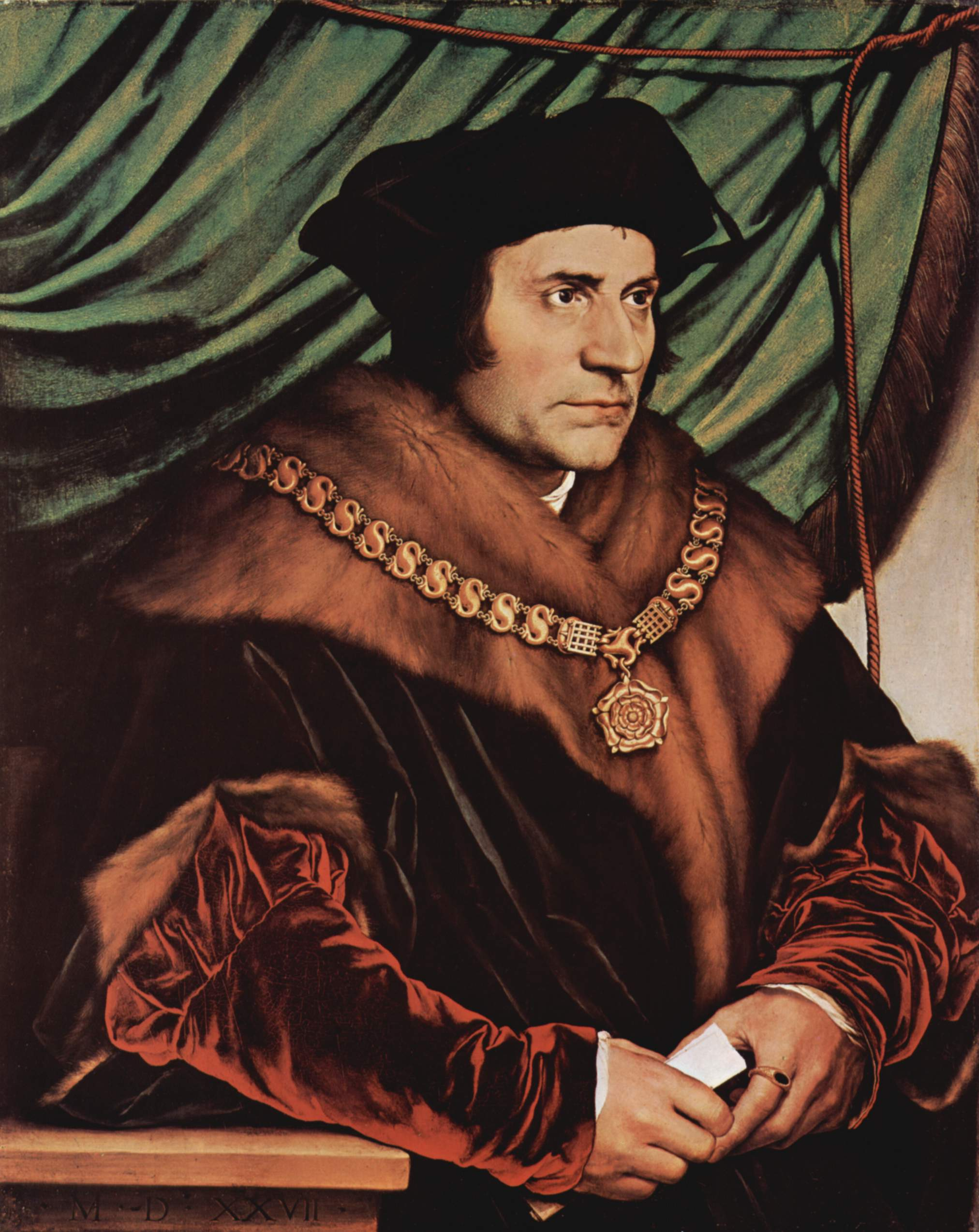
Thomas More

In 1516 schreef Thomas More het boek Utopia, waarbij hij zich liet inspireren door Plato. Het boek beschrijft een fictieve ontmoeting van More met een Portugees die op zijn reis tussen Brazilië en Indië op het eiland Utopia terechtkwam. In Utopia worden alle productiemiddelen bestuurd door de overheid. Er is arbeidsplicht voor iedereen met een uitzondering voor kinderen, zieken en bejaarden. Utopia bestaat uit 54 districten. Ieder district bestaat uit 6000 families en een familie bestaat uit veertig leden en twee slaven. De slaven zijn misdadigers, krijgsgevangenen en immigranten. Iedere wijk heeft een eigen magazijn waar alle producten verzameld worden. De burgers krijgen de hoeveelheid goederen waaraan ze behoefte hebben zonder te betalen. De Utopiërs wisselen elke tien jaar van huizen, zodat men hun woning niet als privé-eigendom zou beschouwen. Het is verboden voor gewone burgers om over politiek te praten buiten de senaat op straffe van de doodstraf. Iedere dertig families wordt bestuurd door een gekozen ambtenaar genaamd syphogrant. De 1200 syphogranten kiezen de vorst uit vier kandidaten die door de senaat zijn aangesteld. De gekozen vorst regeert voor het leven. Elk district stuurt drie leden naar de senaat die democratisch gekozen zijn door de mannen. De senaat houdt statistieken over de totale productie van het land bij.
Bepaalde wetten uit Utopia waren tegengesteld aan de persoonlijke mening van Thomas More. Het blijkt dat Utopia meer als gedachte-experiment beschouwd moet worden dan de politieke mening van More. Het personage More zei dat hij bij bepaalde wetten van de Utopiërs een aantal bedenkingen had. En aan het begin van het boek bracht More een lofrede op koning Hendrik VIII van Engeland en ook het beleid van More als Lord Chancellor wijkt af van de beschrijving van Utopia. Het personage More betwijfelt de wenselijkheid van de samenlevingsvorm van Utopia. Bijvoorbeeld het personage Thomas More zegt:
“De opheffing van de drang naar persoonlijk voordeel en van de beweegredenen tot persoonlijke inspanning, een en ander onvermijdelijk in het stelsel van het gemeenschappelijk eigendom, zal tot verwaarlozing van de arbeid en tot algemene verarming leiden.”

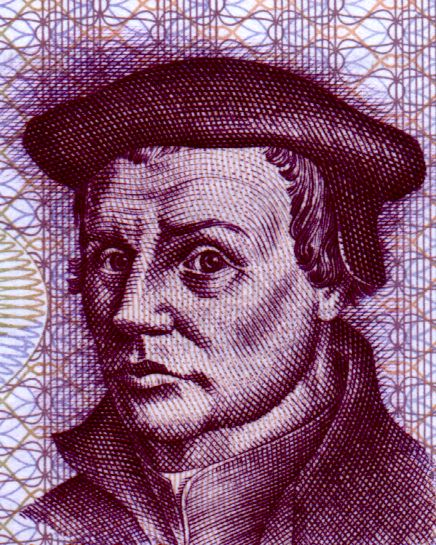
Portret van Thomas Müntzer op het Oost-Duitse 5 markbiljet

### Thomas Müntzer
Thomas Müntzer predikte gemeenschappelijk eigendom van goederen en liet zich inspireren door de eerste christelijke gemeenschap, Joachim van Flori, radicale taborieten en Plato. Maarten Luther wilde dat Müntzer een preekverbod zou krijgen opgelegd. Op 25 augustus 1524 begon de boer Hans Muller von Bulgenbach – beïnvloed door Thomas Müntzer – een opstandelingenbeweging, waarmee de Duitse Boerenoorlog begon. De legers van de edellieden waren niet sterk genoeg om de opstandelingen te verslaan. Müntzer begon in Mühlhausen een commune, die van 17 maart tot 25 mei 1525 bestond. Kleine steden steunden de boerenopstandelingen om hun stadsrechten terug te krijgen.
Sommige vorsten sloten vrede met de boerenopstandelingen door concessies. De boeren onder leiding van Müntzer deden dit niet, want ieder verbond met vorsten was volgens Müntzer verboden. De boerenopstandelingen onder leiding van Müntzer vernielden verschillende kloosters en kastelen. Verschillende vorsten trokken samen ten strijde tegen Mühlhausen, waarbij ze de opstandelingen versloegen. Müntzer en veel boeren werden doodgemarteld. De boerenopstandelingen hadden gehoopt dat Luther hen zou steunen, maar Luther koos de kant van de adel. Luther riep de vorsten op om de boerenopstandelingen uit te roeien. De edellieden die vrede hadden gesloten met de boeren verbraken hun beloftes en vermoordden de boeren. De Duitse Boerenoorlog eindigde in 1525.

### De wederdopers van Münster

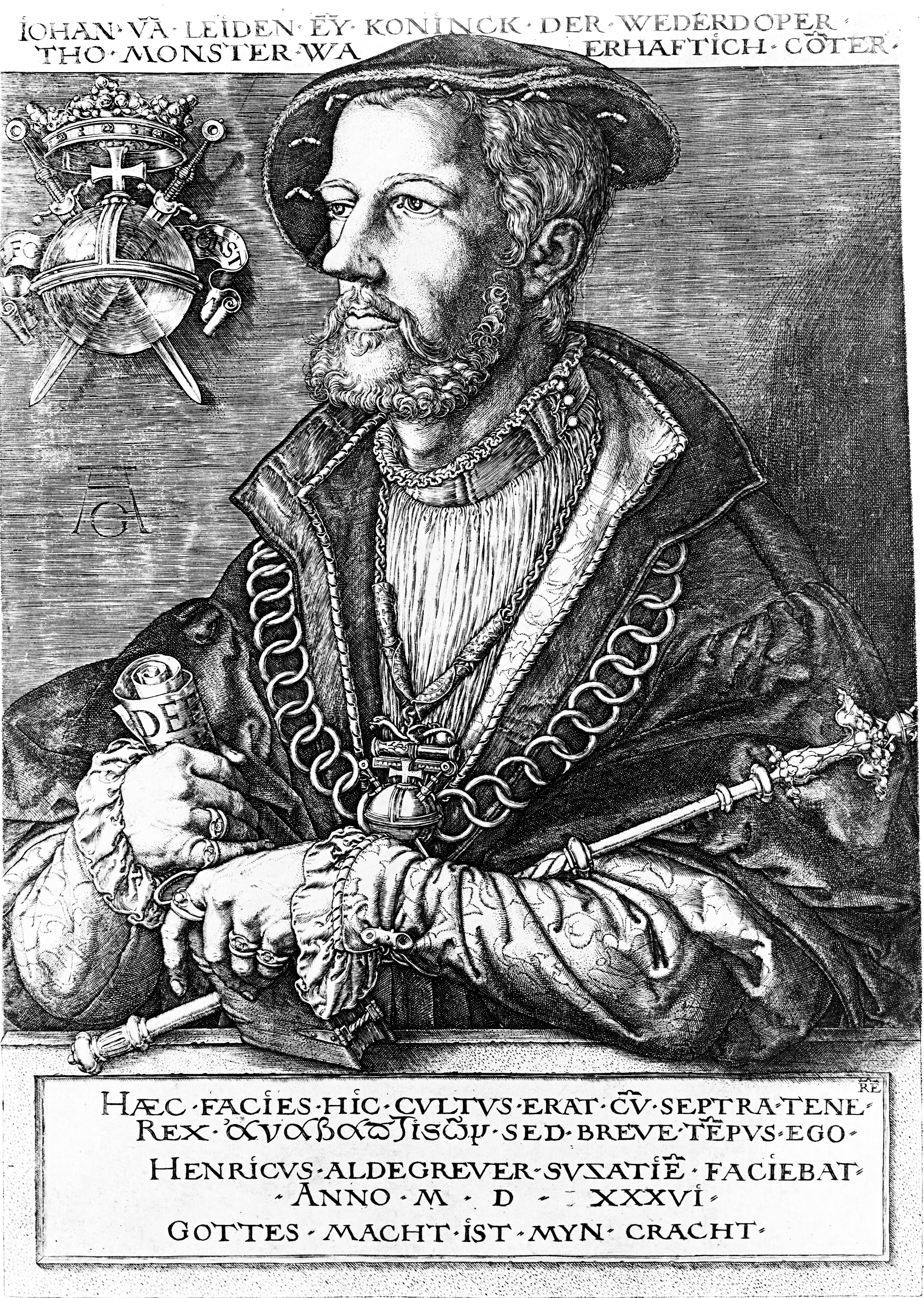
Jan van Leiden

De wederdopers waren van mening dat alleen volwassenen gedoopt mochten worden. Binnen de wederdopers bestonden er verschillende groepen. De groep rond de Nederlander Jan Matthijs streed voor een radicale economische hervorming. Jan Matthijs stuurde wederdopers naar Münster die op 24 november 1533 daar arriveerden. De wederdopers van Matthijs predikten de komst van het Duizendjarige Rijk. Steeds meer Nederlandse wederdopers gingen naar Münster, waaronder Jan Matthijs. Bij de verkiezing van het stadsbestuur van 21 februari 1534 kregen de wederdopers de macht. Op 27 februari beweerde Jan Matthijs dat hij van God de opdracht had gekregen om iedereen die geen wederdoper was uit Münster te verjagen. De troepen van de katholieke bisschop Franz von Waldeck omsingelden de stad. De stad had ongeveer 1500 militieleden. De eerste aanval van de katholieken op 21 maart 1534 werd afgeslagen door de wederdopers. Op 5 april 1534 ondernamen de wederdopers onder leiding van Matthijs een aanval op de katholieke belegeraars, waarbij Matthijs om het leven kwam.
Hij werd opgevolgd door de Nederlander Jan van Leiden, die alleenheerser van Münster werd. De wederdopers dwongen iedere bewoner van Münster om hun goud, zilver, sieraden en geld af te staan. Uiteindelijk zou gemeenschap van goederen ingevoerd worden, maar dat werd uitgesteld. Ieder huishouden kreeg een stuk land in de stad aangewezen waarop ze voedsel moesten verbouwen. In Münster brak een hongersnood uit en een deel van de bevolking vluchtte uit de stad. Op 24 juni 1535 trokken de katholieken de stad binnen. De katholieken en wederdopers maakten een afspraak waarbij de wederdopers vrije aftocht zouden krijgen. Toen de wederdopers hun wapens neerlegden; werden de wederdopers vermoord. Jan van Leiden werd levend gevangengenomen en doodgemarteld.

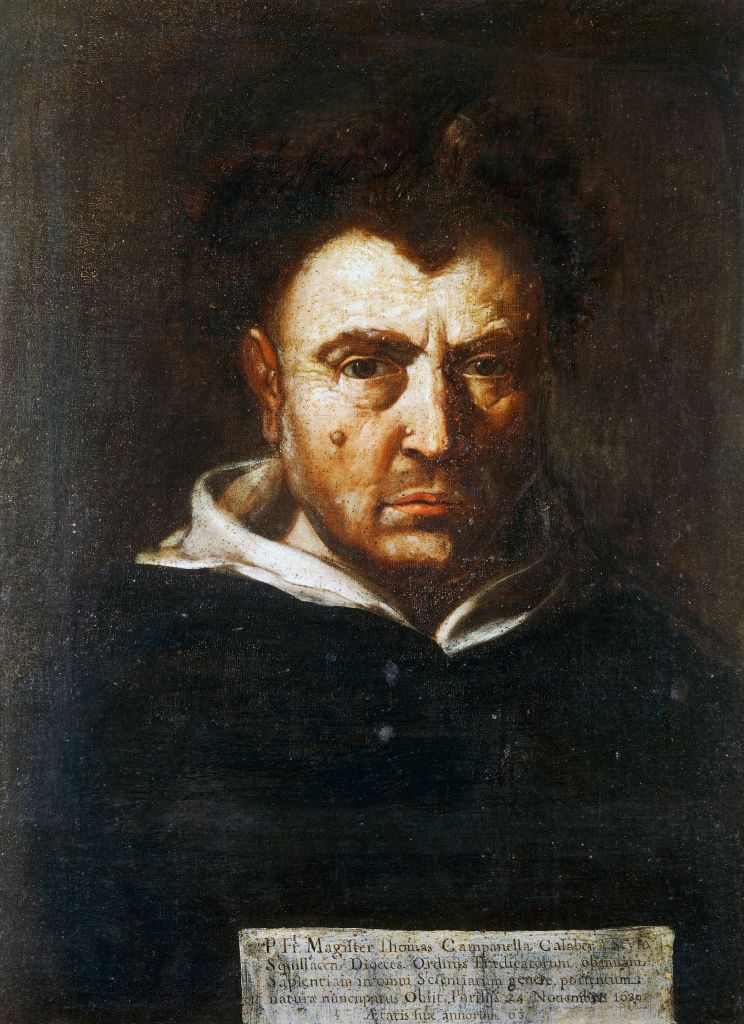
Tommaso Campanella

### Tommaso Campanella
De Italiaanse monnik Tommaso Campanella zat 27 jaar in de gevangenis wegens deelname aan een samenzwering in 1599 tegen de Spaanse overheersing van het koninkrijk Napels. In de gevangenis schreef Campanella het werk Realis Philosophiae epilogisticae partes quatuor in vier delen. Bij het derde deel uit 1620 voegde hij de bijlage over de Zonnestaat (Civitas Solis) toe, dat was geïnspireerd op More, Plato en Lycurgus. Dit aanhangsel is geschreven als een fictief gesprek tussen de leider van de Hospitaalorde met een reiziger uit de Republiek Genua. De Genuese reiziger vertelde over zijn verblijf in de Zonnestaat. De Zonnestaat is een theocratie geleid door een regeerder met de titel Metafysicus. De Metafysicus wordt democratisch gekozen en blijft regeren zolang niemand gevonden wordt die slimmer is. In de Zonnestaat bestaat geen privé-eigendom en geen gezinnen. Alle goederen zijn gemeenschappelijke eigendom en consumptiemiddelen worden verdeeld door de overheid. Om de zes maanden wisselt men van huis om zo het gevoel van eigen bezit te voorkomen. De samenleving is verdeeld in verschillende “cirkels” met hun eigen keukens en magazijnen. Iedere cirkel heeft een leider die ook als rechter optreedt. Ieder bedrijf staat onder leiding van een koning die alleen gehoorzaamheid verschuldigd is aan de Metafysicus. De overheid besliste wie met wie zich voortplantte om zo goed mogelijke kinderen te krijgen, net zoals een dierenfokker aan teeltkeus doet. De kinderen worden opgevoed door de overheid en kennen hun ouders niet. De Zonnestaat was een bijlage bij het filosofisch werk van Campanella. In het werk zelf pleit Campanella voor monogamie, terwijl in de Zonnestaat polygamie heerste. Het is onduidelijk in hoeverre de Zonnestaat de mening van Campanella weergeeft.

### George Wistanley
In 1649 – tijdens de Engelse Burgeroorlog – begonnen ongeveer dertig mannen de grond om te spitten op de St. George’s Hill bij Cobham. Hierdoor stond deze groep bekend als de diggers (spitters of gravers). Deze heuvel was van oudsher gemeenschappelijk eigendom van de lokale bevolking, maar was door edellieden toegeëigend en zij lieten de grond braak liggen. Het dertigtal poten daar groentes onder leiding van Gerard Wistanley. Wistanley schreef pamfletten in deze periode over een staatloze samenleving zonder geweld, dwang en straf, waardoor de diggers beschouwd worden als voorlopers van het anarchisme. De adel jaagde met behulp van het leger de diggers weg.
In 1652 publiceerde Gerard Wistanley een manifest genaamd Law of Freedom, waarin hij afweek van zijn eerdere “anarchistische” standpunt. In dit manifest pleitte hij voor gemeenschappelijk eigendom van de grond bestuurd door de overheid. Volgens Wistanley heerste er van oorsprong een communistisch natuurrecht nadat God de wereld had geschapen, maar door de zondeval ontstond er hebzucht en privé-eigendom. De samenleving zou bestuurd worden door een democratisch gekozen parlement. Er geldt een arbeidsplicht voor iedereen jonger dan veertig jaar. De geproduceerde goederen worden verzameld in magazijnen, waaruit iedere familie naar behoefte uit kon nemen. Beambten werden elk jaar democratisch gekozen. De gezinnen leven afzonderlijk en alle persoonlijke spullen zijn in hun eigendom, maar de verdeling gebeurt naar behoefte. Op het verkopen van spullen staat de doodstraf. Wistanley geloofde dat zijn plannen zouden worden verwezenlijkt door een interventie van God.

### Denis Vairasse
De Fransman Denis Vairasse schreef rond 1675 het fictieboek Geschiedenis der Sevarambars. De hoofdpersoon Siden kwam uit het Hertogdom Savoye. In 1655 ging hij naar Batavia met een Nederlands schip. Het schip leed schipbreuk waarna de Nederlanders en Siden zich vestigden op een eiland in de buurt van Australië. De schipbreukelingen ontmoetten het volk Sevarambes en bezochten hun samenleving. De Sevarambars woonden in grote gebouwen (osmasie) met elk 1000 inwoners. Bij de aankomst van Siden en de Nederlanders waren er 5000 osmasieën in het gehele land. Iedere osmasie had een eigen magazijn dat gevuld werd met goederen verstrekt door de centrale overheid, waarna het verdeeld werd aan iedere bewoner. Het vuile werk werd uitgevoerd door slaven. Alle grond, goederen en productiemiddelen zijn eigendom van de overheid. Er geldt een arbeidsplicht voor iedere volwassene met uitzondering van bejaarden, zwangere vrouwen en zieken. Ieder gebouw kiest een zogenaamde osmasiont die leiding geeft. Als plaatsvervanger voor de zonnegod werd een aantal kandidaten aangewezen door de osmasionten die via een loterij werd uitgekozen tot regeerder. Het is niet bekend of Vairasse een voorstander was van gemeenschappelijk eigendom.

### Jean Meslier

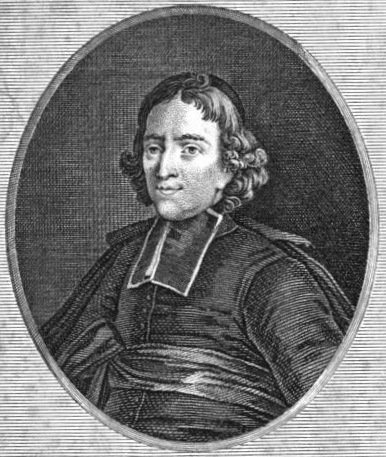
Jean Meslier

Jean Meslier was een Franse pastoor in het dorp Étrépigny. Hij viel op door zijn steun aan de arme bevolking, waaraan hij grotendeels zijn loon weggaf. In 1729 stierf hij, waarna het testament van Meslier werd gevonden. In dit testament viel Meslier het christendom aan. Niemand had het geweten, maar Meslier bleek een atheïst te zijn. Meslier dacht dat religie een leugen was bedacht door machtswellustige priesters. Volgens Meslier was particuliere eigendom van goederen de oorzaak van alle lijden en onderdrukking. Meslier heeft weinig geschreven over zijn gewenste toekomstvisie. Meslier wilde de invoering van het collectieve eigendom van alle goederen op gemeenteniveau. Alle gemeentes zouden onderdeel zijn van een federale republiek.

### Jean Morelly
In 1753 schreef Jean Morelly het boek Code de la Nature (Wetboek der Natuur), waarin hij pleitte voor een samenleving gebaseerd op gemeenschappelijk eigendom van goederen en productiemiddelen. Het boek werd anoniem uitgegeven en lange tijd werd het boek aan Denis Diderot toegeschreven. Morelly wilde dat men zou wonen in grote gebouwen met ieder duizend bewoners, waarbij ieder gebouw zijn eigen magazijnen en werkplaatsen had. De verdeling van goederen zou gebeuren door de overheid naar ieders behoefte. Iedere burger was een ambtenaar van de overheid. De bevolking zou verdeeld worden in een aantal stammen. De familiehoofden ouder dan vijftig jaar kozen de bestuurders van de stam. De leiders van de stam zouden de leiders van de provincies ieder jaar kiezen. Het bestuur zou berusten bij een senaat bestaande uit alle provinciale leiders. Morelly verwees naar de eerste christelijke gemeenschappen uit de Bijbel.

### Gabriel Bonnot de Mably

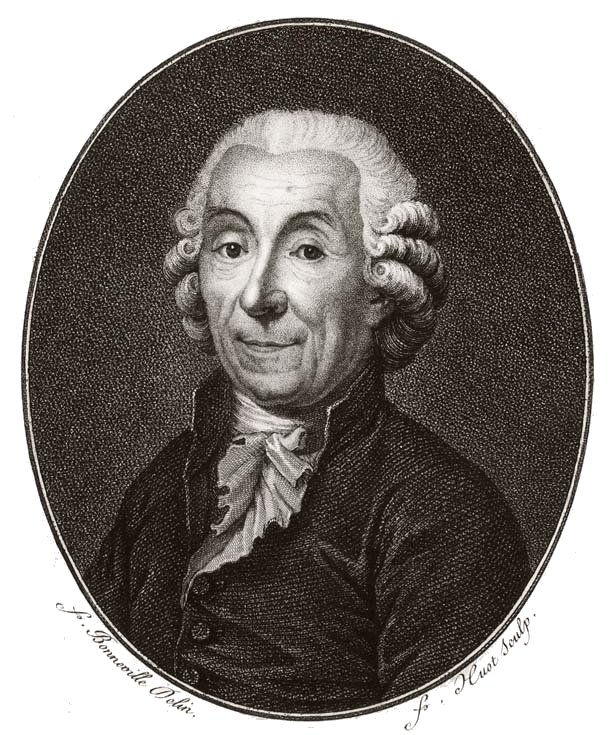
Gabriel Bonnot de Mably

De abt Gabriel Bonnot de Mably schreef in 1770 een boek tegen Mercier de la Riviére. Volgens Mably leefden de mensen van oorsprong in gemeenschap van goederen, maar door de erfzonde werd het gemeenschappelijk eigendom van goederen vervangen door privé-eigendom. Volgens Mably was privé-eigendom de bron van alle kwaad, waaronder honger en armoede. Volgens Mably waren de mensen in de samenleving door het eigendom zo verpest dat de gemeenschap van goederen niet meer ingevoerd kon worden. Daarom vond hij dat het privé-eigendom moest blijven bestaan, maar dat het privé-eigendom beperkt moest worden door de overheid. De rijken moesten hoge belastingen betalen, zodat de belastingdruk voor de arme bevolking verminderd kon worden. Eigendom mag volgens Mably slechts verworven worden door eigen arbeid.